# Phyllomyza japonica
Phyllomyza japonica är en tvåvingeart som beskrevs av Iwasa 2003. Phyllomyza japonica ingår i släktet Phyllomyza och familjen sprickflugor. Inga underarter finns listade i Catalogue of Life.